# Wallaceatrast
Wallaceatrast (Turdus schlegelii) är en fågel i familjen trastar inom ordningen tättingar.

## Utseende och läte
Wallaceatrast är en brun trast med orange buk och orangefärgad näbb. Bladn lätena hörs mörka "cup" och explosivt tjattrande serier.

## Utbredning och systematik
Wallaceatrast förekommer på Sulawesi och Timor. Den delas in i två underarter med följande utbredning:
- Turdus schlegelii hygroscopus – södra och centrala Sulawesi (berget Latimojong)
- Turdus schlegelii celebensis – sydvästra Sulawesi (Bonthain och Wawa Kareng)
- Turdus schlegelii schlegelii – östra Små Sundaöarna (berget Mutis på västra Timor)
- Turdus schlegelii sterlingi – östra Små Sundaöarna (berget Ramelan, Östtimor)

Tidigare inkluderades wallaceatrast i ötrasten (Turdus poliocephalus), men denna har efter studier delats upp i ett antal arter, bland annat wallaceatrasten.

## Levnadssätt
Wallaceatrasten hittas i skogar i bergstrakter och förberg. Den ses vanligen på över 2000 meters höjd, men kan röra sig nedåt 1000 meter på västra Timor. Fågeln födosöker i skogens alla skikt, men särskilt på marken.

## Status
IUCN erkänner den inte som art, varför dess hotstatus inte bedömts.